# Feline arterielle Thromboembolie

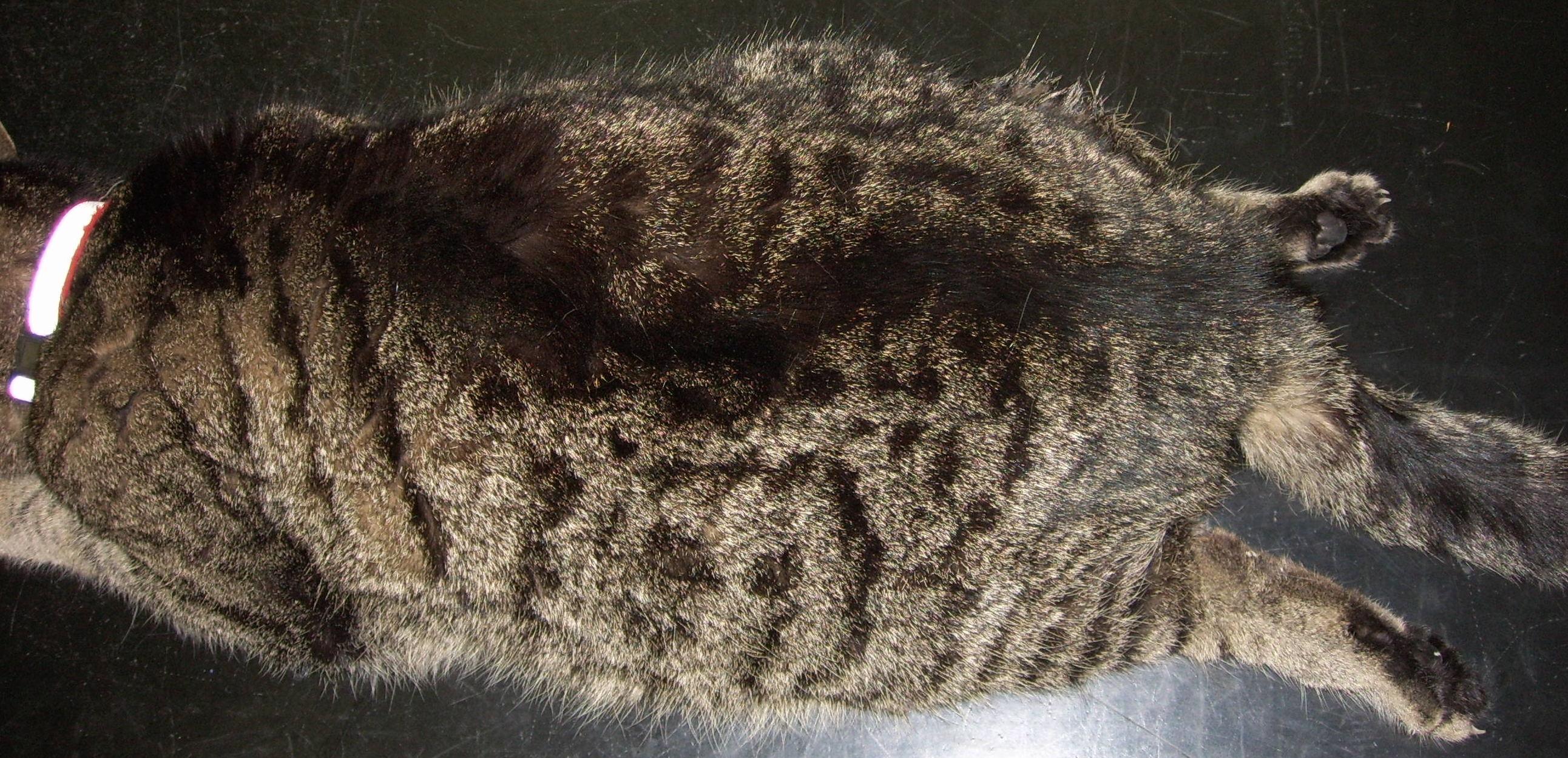
Beidseitige Nachhandlähmung bei einer Katze mit arterieller Thromboembolie

Die feline arterielle Thromboembolie (FATE-Syndrom) ist eine Erkrankung der Hauskatze, bei der Blutgerinnsel (Thromben) Schlagadern (Arterien) verstopfen und damit eine schwere Durchblutungsstörung verursachen. Bezogen auf die Gesamtzahl der Katzenpatienten ist die Erkrankung selten, bei Katzen mit einer Herzerkrankung jedoch relativ häufig: Etwa ein Sechstel der herzkranken Katzen ist davon betroffen. Eine Herzerkrankung ist die häufigste Grundursache für eine arterielle Thromboembolie. Sie führt zur Entstehung von Blutgerinnseln im Herzen, die es mit dem Blutstrom verlassen und größere Blutgefäße verlegen, bei Katzen vor allem die Aorta am Abgang der beiden äußeren Beckenschlagadern. Die arterielle Thromboembolie tritt plötzlich auf und ist sehr schmerzhaft. Durch die Verlegung des Endabschnitts der Aorta kommt es in den Hinterbeinen zu einer Unterversorgung mit Blut. Die Folge sind Lähmungen, kalte Hinterextremitäten und später schwere Gewebeschäden. Selten sind auch andere Blutgefäße betroffen, die Ausfallserscheinungen hängen dann vom Versorgungsgebiet der betroffenen Arterie ab. Da die medikamentelle Auflösung des Blutgerinnsels bei Katzen keine befriedigenden Ergebnisse erzielt, wird heute auf die Selbstauflösung des Gerinnsels durch körpereigene Reparaturprozesse gesetzt. Begleitend werden eine Schmerztherapie und eine Gerinnungsprophylaxe durchgeführt sowie die zugrundeliegende Erkrankung behandelt. Die Sterblichkeit der arteriellen Thromboembolie bei Katzen ist sehr hoch. 50 bis 60 % der betroffenen Tiere werden ohne Behandlungsversuch eingeschläfert und nur ein Viertel bis ein Drittel der Tiere überlebt ein solches Ereignis. Bei etwa der Hälfte der genesenen Katzen entsteht trotz Gerinnungsprophylaxe eine erneute Thromboembolie.

## Vorkommen, Krankheitsursache und Krankheitsentstehung
| Grunderkrankung             | Häufigkeit |
| --------------------------- | ---------- |
| hypertrophe Kardiomyopathie | 52 %       |
| andere Kardiomyopathie      | 17 %       |
| Schilddrüsenüberfunktion    | 9 %        |
| Tumor                       | 5 %        |

Thrombus in der Endaufzweigung der Aorta bei einer Katze. 1 eröffnete Aorta mit Thrombus, 2 Aa. iliacae externae, 3 gemeinsamer Stamm der beiden Aa. iliacae internae, 4 A. circumflexa ilium profunda, 5 A. mesenterica caudalis, 6 Colon descendens

Die feline arterielle Thromboembolie ist mit einem Anteil von etwa 0,1–0,3 % an der Gesamtzahl der Katzenpatienten eine seltene Erkrankung. Das mittlere Alter bei Auftreten einer Thromboembolie beträgt 12 Jahre (1 bis 21 Jahre). Die feline arterielle Thromboembolie ist die häufigste Thromboembolie in der Tiermedizin.
Das FATE-Syndrom entsteht in etwa 90 % der Fälle infolge von Herzerkrankungen, meist einer Herzerkrankung mit Herzwandverdickung (Hypertrophe Kardiomyopathie, HCM), die aber nur bei 20 % der Patienten bereits vorher diagnostiziert wurde. Etwa ein Viertel der Katzen mit einer HCM erleidet eine arterielle Thromboembolie, aber auch Katzen mit anderen Kardiomyopathien haben ein erhöhtes Risiko. Die zweithäufigste Ursache sind Lungentumoren. Eine weitere Risikogruppe stellen Katzen mit einer krankhaft gesteigerten Blutgerinnung dar, die bei Schilddrüsenüberfunktion, ausgedehnten Entzündungen, Blutvergiftung (Sepsis), Verletzungen oder einer Blutgerinnung innerhalb der Blutgefäße auftreten kann. Eine erhöhte Krankheitsneigung gibt es bei männlichen Katzen, was mit der höheren Inzidenz von Herzerkrankungen bei Katern zusammenhängt.
Für die Entstehung von Blutgerinnseln (Thromben) sind vor allem die Schädigung der Herzinnenhaut sowie die Verlangsamung des Blutflusses im vergrößerten linken Herzvorhof und Herzohr verantwortlich. Die Gewebsschädigung führt zur Ausschüttung von Gewebefaktor und zur Aktivierung von Gerinnungsfaktoren. Die intakte Glykokalyx der Endothelzellen der Herzinnenhaut vermindert normalerweise den Kontakt mit Blutkörperchen und Makromolekülen. Kommt es zu einer Endothelzellschädigung, werden vermehrt reaktive Sauerstoffspezies (ROS), Stickstoffmonoxid (NO), Matrix-Metalloproteasen und entzündungsfördernde Zytokine gebildet und Zelladhäsionsmoleküle hochreguliert. Durch die Endothelzellschädigung wird die darunterliegende extrazelluläre Matrix freigelegt, an die sich Blutplättchen anlagern und ein Gerinnsel bilden. Das Gerinnsel besteht aus Blutplättchen, die durch das Gerinnungseiweiß Fibrin untereinander verbunden sind. Mit der Reifung des Gerinnsels nimmt der Fibrinanteil zu und das Gerinnsel kann eine Schichtung aufweisen. Auch bei gesunden Tieren treten spontan immer wieder Verletzungen des Endothels auf, dabei besteht jedoch ein ausgeglichenes Verhältnis zwischen Thrombenbildung und -abbau. Substanzen wie Antithrombin III, Thrombomodulin, gewebespezifischer Plasminogenaktivator und Urokinase lösen entstandene Blutgerinnsel auf und Prostacyclin und Stickstoffmonoxid hemmen die Zusammenballung der Blutplättchen. Auf dieser körpereigenen Auflösung des Gerinnsels beruht auch die konservative Behandlung der arteriellen Thromboembolie bei Katzen (siehe unten).
Bei Katzen entstehen die Blutgerinnsel vor allem im linken Herzohr. Sie oder Teile von ihnen werden mit dem Blutstrom mitgerissen, gelangen über die linke Herzkammer in die Aorta, bleiben an Gefäßabgängen hängen und verstopfen diese. Dieser Zustand wird als Thromboembolie oder Thrombembolie bezeichnet. Bei Katzen tritt dies überwiegend in der Aorta im Bereich ihrer Endaufzweigung, also am Abgang der beiden äußeren Beckenarterien (Aa. iliacae externae), auf. Dies wird auch als „Sattelthrombus“ oder als „Reitender Thrombus“ bezeichnet. Dadurch kommt es zu einer Blutunterversorgung der hinteren Extremitäten. Zusätzlich werden durch die Blutplättchen Thromboxan und Serotonin freigesetzt, welches zu einer Gefäßverengung und damit zu einer Minderdurchblutung auch nicht direkt betroffener Blutgefäße führt. Serotonin stimuliert darüber hinaus Schmerzfasern, was zu der hohen Schmerzhaftigkeit der Erkrankung beiträgt. Nur in 10 % der Fälle sind andere Blutgefäße betroffen, beispielsweise die Oberarmarterie, die Lungenarterien, Hirngefäße, Darmgefäße oder Herzkranzgefäße.
Beim Menschen sind Herzerkrankungen (vor allem Vorhofflimmern), eine gesteigerte Blutgerinnung und die Atherosklerose die häufigsten Grunderkrankungen für die Entstehung einer arteriellen Thromboembolie. Auch hier entstehen die Thromben vor allem in der linken Herzseite. Am häufigsten werden Gehirnarterien (Schlaganfall) und die Arterien des Beins (Akuter arterieller Extremitätenverschluss, acute lower limb ischemia) verlegt. Seltener kommt es zu Thromboembolien der Gefäße des Arms, der oberen Gekrösearterie oder der Nierenarterien (Niereninfarkt). Das der häufigsten Lokalisation der Katze entsprechende Leriche-Syndrom (Aortenbifurkations-Syndrom) ist dagegen beim Menschen extrem selten. Beim Haushund treten arterielle Thromboembolien deutlich seltener auf als bei Katzen, häufige Grunderkrankungen sind beim Hund Proteinverlust-Nephropathie, Krankheiten des Immunsystems, Tumoren, Sepsis, Herzkrankheiten, Proteinverlust-Enteropathie und Bluthochdruck. Es kommen zwar auch beim Hund gelegentlich Aortenthrombosen vor, hier entstehen die Thromben aber direkt an der Aortenaufzweigung, als thromboembolisches Ereignis wie bei der Katze sind sie extrem selten. Auch beim Hauspferd gibt es Einzelfallberichte zu Thromboembolien, während sie bei anderen Tierarten ohne praktische Bedeutung sind. Bei den in der humanmedizinischen Schlaganfallforschung eingesetzten Labortieren werden künstlich Thromben erzeugt.

## Symptome, klinische Diagnostik und Laborbefunde
Die Erkrankung tritt plötzlich (perakut) auf und geht mit starken Schmerzen einher. Betroffene Katzen schreien („vokalisieren“) und haben häufig Untertemperatur. Das Ausmaß der weiteren Krankheitserscheinungen hängt von der Lage des Gerinnsels ab und davon, ob das Gefäß vollständig oder nur teilweise verlegt ist. Bei Verschluss der Beckenarterien kommt zu einer teilweisen (Parese) oder vollständigen Lähmung (Plegie) der Hinterextremitäten. In 70 bis 75 % der Fälle sind beide Hinterbeine betroffen, in 10 bis 15 % nur eines. Die Muskulatur ist nach etwa 10 Stunden verhärtet und schmerzhaft, vor allem die Unterschenkelmuskulatur. Der Puls an der Oberschenkelarterie (Arteria femoralis) ist deutlich vermindert oder fehlt in 78 % der Fälle ganz. Die Pfoten sind kalt und insbesondere der Bereich der Krallen und Ballen zeigt häufig bläuliche Verfärbungen (Zyanose) oder ist auffallend blass. Die Reflexe der Hintergliedmaße (Patellarsehnenreflex, Tibialis-cranialis-Reflex und Flexorreflex) sind stark reduziert oder fallen ganz aus. Häufig treten eine Erhöhung der Atemfrequenz, Atemnot und Synkopen auf. Auch Wahrnehmungsverluste können vorkommen. Die Hauptsymptome lassen sich in der „5-P-Regel“ – Paresis (Lähmung), Pallor (Blässe), Pain (Schmerz), Pulselessness (Pulsverlust), Poikilothermia (Untertemperatur) – zusammenfassen. Die Schwanzmuskulatur, der Analreflex und die Harnblasenfunktion sind zumeist nicht betroffen.
Andere Verschlüsse sind viel seltener und das klinische Bild ist abhängig vom betroffenen Körperteil beziehungsweise Organ. Ein Verschluss der Oberarmarterie tritt vorwiegend rechts auf und verursacht eine plötzlich auftretende Lähmung der Vordergliedmaße. Die Thromboembolie von Blutgefäßen der Lunge zeigt sich in erhöhter Atemfrequenz und Atemnot. Das klinische Bild des Verschlusses von Hirngefäßen (Ischämischer Schlaganfall) hängt stark vom betroffenen Gefäß und damit vom geschädigten Hirnareal ab. Zumeist kommt es zu einseitigen neurologischen Ausfallserscheinungen. Der Verschluss einer Koronararterie (Herzinfarkt) führt zu  Herzrhythmusstörungen mit meist tödlichem Ausgang und wird daher häufig gar keinem Tierarzt mehr vorgestellt, so dass dessen Häufigkeit womöglich unterschätzt wird. Der Verschluss von Nieren- oder Darmgefäßen verursacht starke Bauchschmerzen (akutes Abdomen) und führt häufig ebenfalls schnell zum Tod. Es gibt auch Fallberichte über den gleichzeitigen Verschluss mehrerer Gefäße mit Lähmung aller Gliedmaßen oder von Kleinhirn und Nieren mit schweren Gleichgewichtsstörungen.
Beim Abhören des Herzens (Auskultation) lassen sich meist Herzgeräusche, ein unregelmäßiger Herzschlag, Herzrasen, Extrasystolen und ein „Galopprhythmus“ – eine Abfolge der Herztöne, die an ein galoppierendes Pferd erinnert – nachweisen. Bis zu zwei Drittel der FATE-Patienten befinden sich im kongestiven Herzversagen, bei dem das Herz nicht mehr ausreichend Blut in den Körper pumpt. Ein mittels EKG feststellbares Vorhofflimmern stellt einen zusätzlichen Risikofaktor dar. Der Aortenthrombus kann häufig direkt sonografisch dargestellt werden, gegebenenfalls kann auch eine Angiografie oder Elektromyografie durchgeführt werden. Mittels Echokardiografie können Thromben und ihre Vorstufen im Herz sichtbar gemacht und der Funktionszustand des Herzens eingeschätzt werden. Der Pulsverlust an der Oberschenkelarterie kann auch mittels Dopplersonografie erkannt werden, wobei zu beachten ist, dass der Puls bei einem unvollständigen Gefäßverschluss noch sonografisch nachweisbar ist. Mittels Infrarot-Thermografie lassen sich Temperaturdifferenzen zwischen Vorder- und Hintergliedmaßen objektivieren. Die Sensitivität dieses Verfahren liegt zwischen 80 und 90 %, die Spezifität bei 100 %. Eine Thromboembolie der Lunge bleibt häufig unerkannt, hier kann eine Röntgenuntersuchung des Brustkorbs erste Hinweise liefern, eine sichere Diagnose kann mittels Computertomographie oder Szintigrafie der Lunge gestellt werden. Bei Verdacht auf einen Schlaganfall ist eine Magnetresonanztomographie angezeigt.
Die Aktivitäten der Enzyme Creatin-Kinase (CK) und Aspartat-Aminotransferase (AST) sind aufgrund des Absterbens von Muskelzellen im Blut erhöht. Wenn eine Herzerkrankung vorliegt, was ja häufig der Fall ist, ist das NTproBNP oberhalb des Normbereichs. Auch die „Nierenwerte“ (Kreatinin, Harnstoff, SDMA) können aufgrund der schockbedingten verminderten Nierenfunktion erhöht sein (prärenale Azotämie). Alle Laborwerte sind allerdings nicht spezifisch für eine arterielle Thromboembolie und spielen für die Sicherung der Diagnose nur eine untergeordnete Rolle. Hilfreich kann die Bestimmung der Blutzucker- oder Laktatkonzentration im Körper im Vergleich zu der in der gelähmten Gliedmaße sein. Die Bestimmung der Thyroxinkonzentration (T4) im Blut ist zum Erkennen einer Schilddrüsenüberfunktion sinnvoll, bei 1,7 % der Katzen mit Thromboembolie war die Schilddrüsenüberfunktion vorher nicht bekannt.

## Diagnose und Differentialdiagnose
Die Diagnose kann bei der häufigsten Lokalisation (Aortenthrombose) zumeist bereits aufgrund des Vorberichts und der klinischen Symptome gestellt werden (perakute Nachhandlähmung ohne Trauma). Eine bestehende Herzerkrankung liefert weitere Hinweise, jedoch ist bei nur etwa 15 % der Katzen mit einer Thromboembolie die Herzerkrankung bereits bekannt.
Die andere häufigere ischämische Myopathie, das Kippfenster-Syndrom, lässt sich zumeist durch die Befragung des Tierbesitzers ausschließen. Zudem ist das Kippfenster-Syndrom nicht mit starken Schmerzen verbunden. Differentialdiagnostisch sind weiterhin vor allem ein Trauma des Rückenmarks (Verkehrsunfall, Fenstersturz) auszuschließen, das auf ein vom Besitzer eventuell nicht beobachtetes Geschehen zurückzuführen ist. Ein Bandscheibenvorfall oder ein Rückenmarksinfarkt können ebenfalls zu plötzlichen Lähmungserscheinungen führen. Auch Tumoren im Rückenmark oder Wirbelkanal können Nachhandlähmungen auslösen, diese entwickeln sich allerdings zumeist langsam und die Ausfallserscheinungen treten allmählich auf.
Schwieriger ist die Diagnose von Gefäßverschlüssen der inneren Organe, hier sind Spezialuntersuchungen (CT, MRT) zur Diagnosesicherung erforderlich, die nur in größeren Einrichtungen verfügbar sind.

## Therapie
Die Behandlung der arteriellen Thromboembolie besteht bei Katzen in einer Schmerztherapie, in der Vorbeugung der Entstehung weiterer Gerinnsel sowie gegebenenfalls der Behandlung der unzureichenden Herzfunktion. Meist ist eine intensivmedizinische Betreuung für drei Tage erforderlich, ehe die Behandlung zu Hause fortgesetzt werden kann.
Zur Reduktion der Schmerzen ist die Gabe von stark wirksamen Schmerzmitteln angezeigt, wobei Opioid-Analgetika wie Levomethadon oder Fentanyl am wirksamsten sind. Beide Wirkstoffe sind in der EU jedoch nicht für Katzen zugelassen und müssen daher im Sinne eines Therapienotstands umgewidmet werden. Zudem wirkt Fentanyl nur etwa 30 Minuten, Levomethadon etwa 5 Stunden, wenn man Daten für den Hund zugrunde legt, was die Weiterbehandlung zu Hause limitiert. Eine Dauertropfinfusion mit der Kombination von Fentanyl und Lidocain ist beschrieben. Lidocain schützt neben seiner schmerzstillenden Wirkung in gewissem Umfang auch vor Schäden durch die Wiedereröffnung des verstopften Gefäßes (Reperfusionsschaden). Allerdings ist die therapeutische Breite von Lidocain bei Katzen sehr gering, bereits 6 mg/kg können tödlich sein. Das einzige für Katzen zugelassene Opioid-Analgetikum, Buprenorphin, hat für die Initialbehandlung keine ausreichend schmerzstillende Wirkung, zumindest nicht wenn ein Totalverschluss beider äußerer Beckenarterien vorliegt. Für die Weiterbehandlung zu Hause kann es eingesetzt werden, zumal es einfach über die Mundschleimhaut verabreicht werden kann und eine Wirkdauer von etwa 8 Stunden hat. Nichtopioid-Analgetika gewährleisten keine ausreichende Schmerzreduktion und können bei Tieren Durchblutungsstörungen verstärken und damit Nieren- oder Magen-Darmschäden verursachen. Lediglich Metamizol ist zur späteren Weiterbehandlung geeignet.

Strukturformel von Clopidogrel

Die Hemmung der Entstehung weiterer Blutgerinnsel, die Thromboseprophylaxe, ist die zweite wichtige Säule der FATE-Behandlung. Sie sollte möglichst früh erfolgen. Hierzu werden zunächst Mittel zur Hemmung der Blutgerinnung wie niedermolekulare Heparine, parallel dazu Mittel zur Verhinderung der Zusammenballung der Blutplättchen (Thrombozytenaggregation) wie ASS und Clopidogrel eingesetzt. Zur Langzeitprophylaxe wird vorzugsweise Clopidogrel verabreicht, da es die Überlebenszeit gegenüber ASS deutlich verlängert. Eine Studie aus dem Jahr 2021 konnte zeigen, dass die Kombination von Clopidogrel und Rivaroxaban die effektivste Rezidivprophylaxe darstellt.
Katzen im kongestiven Herzversagen wird zum Ausgleich der Sauerstoffunterversorgung zusätzlich Sauerstoff verabreicht. Zur Senkung von Vor- und Nachlast und damit Entlastung des Herzens wird hochdosiert Furosemid eingesetzt. Bei einer Herzerkrankung mit Herzkammererweiterung (DCM) oder einer Herzerkrankung mit Herzwandverdickung (HCM) im fortgeschrittenen Stadium kann mit Pimobendan die Pumpleistung verbessert werden, gegebenenfalls auch mit Dobutamin. Pimobendan erhöht in geringem Maß auch den Blutfluss im linken Vorhof und Herzohr und verbessert zusätzlich die Vorhoffunktion. Liegt dagegen kein kongestives Herzversagen, sondern eine verminderte Durchblutung (Perfusion) vor, dann werden Vollelektrolytlösungen infundiert. Bei einer zugrundeliegenden Schilddrüsenüberfunktion werden Thyreostatika wie Thiamazol oder Carbimazol verabreicht.
Der Nutzen einer externen Wärmezufuhr bei Katzen mit Untertemperatur ist umstritten. Häufig ist der vordere Teil des Körpers normal temperiert und die Untertemperatur betrifft nur den hinteren Teil und damit auch den Mastdarm, wo bei Katzen normalerweise die Körpertemperatur gemessen wird. Die Messung im Achselbereich oder im Ohr ist unzuverlässig. Der Vergleich zwischen Achsel- und Mastdarmtemperatur liefert aber zumindest Hinweise, um zwischen lokaler und genereller Untertemperatur zu unterscheiden. Bei letzterer ist eine Zufuhr von Wärme angezeigt.
Die naheliegende Behandlung, die Wiedereröffnung des Gefäßes durch medikamentöse Auflösung (Thrombolyse) oder invasive Entfernung des Gerinnsels (Thrombektomie), wie sie in der Humanmedizin bei Verschlusskrankheiten wie Schlaganfall oder Herzinfarkt lange etabliert ist, liefert bei Katzen unbefriedigende Ergebnisse und wird daher nicht mehr empfohlen. Die Thrombolyse mit Streptokinase, Urokinase oder Gewebespezifischem Plasminogenaktivator hat in verschiedenen Studien keine Verbesserung des Behandlungserfolgs erbracht. Hierbei kommt es meist zu häufig tödlich verlaufenden Reperfusionstörungen, Hyperkaliämie, metabolischer Azidose, Nierenversagen und Blutungen, so dass die Überlebensrate häufig geringer ist als mit konservativer Behandlung. Solche Behandlungen werden in der Humanmedizin nur in hochspezialisierten Einrichtungen (Herzzentren, Stroke Units) mit hohem personellen und apparativen Aufwand durchgeführt. In der neueren Literatur gibt es jedoch Hinweise, dass Alteplase und Reteplase die Rekanalisation fördern. Die chirurgische Beseitigung des Thrombus wird in der Tiermedizin aufgrund der damit verbundenen Risiken ebenfalls selten durchgeführt, obwohl sie in Einzelfällen erfolgreich sein kann. Sie ist mit den gleichen Komplikationen vergesellschaftet wie die Thrombolyse und wird deshalb nicht mehr empfohlen. Daher wird gegenwärtig auf die körpereigene Auflösung des Gerinnsels und damit auf die spontane Rekanalisation gesetzt, die in knapp 40 % der Fälle schnell genug eintritt.
Bei etwa 5 % der überlebenden Tiere kommt es zum Absterben von Muskelgewebe infolge des längeren Sauerstoffmangels oder zur Selbstverstümmelung infolge von Empfindungsstörungen. In diesen Fällen kann eine Amputation angezeigt sein.

## Prognose und Vorbeugung
Die Behandlungsaussicht (Prognose) einer Thromboembolie der Aorta ist unsicher bis schlecht. Nach Angaben einer US-amerikanischen Studie überlebt nur etwa ein Drittel der Katzen eine arterielle Thromboembolie, wobei die Hälfte der versterbenden Patienten ohne Behandlungsversuch eingeschläfert werden. In einer britischen Studie wurden etwa 60 % der Patienten eingeschläfert. Lediglich 27 % der Tiere überlebten die ersten 24 Stunden. Die mittlere Überlebenszeit betrug 94 Tage, nach einem Jahr waren nur noch 2 % der Tiere am Leben. Neuere Studien relativieren dieses düstere Bild. Unter der Kombinationstherapie mit Rivaroxaban und Clopidogrel können Überlebenszeiten von 350 bis 500 Tagen erzielt werden.
Die Prognose hängt maßgeblich vom Ausmaß und der Dauer der Schädigungen ab, wobei beidseitige Komplettverschlüsse der Beckenarterien die geringste Überlebenschance aufweisen. Wenn nur eine Gliedmaße betroffen ist und noch eine motorische Restfunktion vorhanden ist, ist die Aussicht, dass sich die Katze erholt und bei guter Lebensqualität weiterlebt, besser. Bei einer Körperinnentemperatur über 37,2 °C – die Normaltemperatur bei Hauskatzen beträgt etwa 39 °C – ist die Behandlungsaussicht besser als bei stärkerer Untertemperatur. Ein Kaliumüberschuss im Blut (Hyperkaliämie) und erhöhte Nierenwerte (Azotämie) sind weitere negative prognostische Faktoren. Auch nach einer spontanen Wiedereröffnung des Blutgefäßes (Rekanalisation) kommt es häufig zu Rezidiven durch eine erneute Thromboembolie, die auch die Thromboseprophylaxe nicht sicher verhindern kann. Bei der Hälfte der Patienten kommt es trotz der Behandlung mit Clopidogrel zu einer erneuten Thromboembolie. Zudem bestimmt das Ausmaß der Herzerkrankung, insbesondere das Ausmaß der Vorhofvergrößerung und die Pumpleistung der linken Herzkammer, das weitere Überleben des Patienten.
Bei Verschluss kleinerer Hirnarterien ist die Prognose dagegen günstig. Häufig kommt es innerhalb von zwei bis drei Wochen zu einer Reduktion der Ausfallserscheinungen, da andere Hirnareale die Funktion des Infarktgebietes übernehmen. Auch der Verschluss der Oberarmarterie hat eine gute Heilungsaussicht. Die Prognose und Mortalität von Lungenthromboembolien ist nicht bekannt, da sie sehr selten sind. Einzelfallberichte zeigen, dass Katzen ein solches Ereignis überleben können und sich die Lungenfunktion durch Bildung von Kollateralen wieder normalisieren kann. Andere Verschlüsse (Darm-, Nieren- und Herzkranzgefäße) verlaufen sehr häufig tödlich.
Einige Kleintier-Kardiologen empfehlen die Gerinnungsprophylaxe bereits bei bestimmten Herzveränderungen, also vor dem Auftreten einer Thromboembolie. So konnte eine Studie zeigen, dass eine Flussgeschwindigkeit im linken Herzohr von unter 0,2 m/s mit dem Auftreten von Thromben und spontanem echokardiografischen Kontrast (smoke) in Zusammenhang steht. Spontaner echokardiografischer Kontrast ist eine Zusammenballung von roten Blutkörperchen und damit ein Thrombus-Vorstadium, das in der sonografischen Darstellung an Rauchschwaden erinnert. Prospektive Studien zum Nachweis der Wirksamkeit einer solchen Behandlung stehen aber noch aus. Die medikamentöse Vorbeugung von Perfusionsschäden durch Wirkstoffe wie Pentoxifyllin, Cyproheptadin, Cilostazol und Flunarizin bedarf weitere Forschung.